# Lamotrigin
A lamotrigin gátolja a feszültségfüggő nátrium csatornákat, stabilizálja a neuron membránját, és gátolja a neurotranszmitterek, főképpen a kóros mértékű felszabadulását, valamint a glutamát által kiváltott akciós potenciálsorozatok jelentkezését. Ennek az izgató hatású aminosavnak kulcsszerepe van az epilepsiás rohamok kiváltásában.
„Gyors ciklusú”, I es és II-es típusú bipoláris betegségben szenvedő betegekben az új, kezelést igénylő depressziós epizódig eltelt idő szignifikánsan hosszabb volt a lamotriginnel kezelve. Úgy tűnik, fokozza a mániás/hipomániás epizódok kialakulásának veszélyét. Nem bizonyított, hogy a lamotrigin-kezelés a mániás, a hipomániás, vagy kevert epizódok fokozott kockázatával járna. 

## Fordítás
- Ez a szócikk részben vagy egészben  a   Lamotrigine című angol Wikipédia-szócikk fordításán alapul.  Az eredeti cikk szerkesztőit annak laptörténete sorolja fel. Ez a jelzés csupán a megfogalmazás eredetét és a szerzői jogokat jelzi, nem szolgál a cikkben szereplő információk forrásmegjelöléseként.